# 托雷马焦雷
托雷马焦雷（義大利語：Torremaggiore），是意大利福贾省的一个市镇。总面积208.57平方公里，人口17365人，人口密度83.3人/平方公里（2009年）。ISTAT代码为071056。

## 知名人物
- 翁贝托·佩蒂尼奇奥（1943)，画家

## 友好城市
- 義大利卡诺萨-迪普利亚 2003年
- 美国水牛城 2004年
- 義大利维拉法莱托 2009年